# 石橋幸緒
石橋 幸緒（いしばし さちお、1980年11月25日 - ）は、元・将棋女流棋士。
日本将棋連盟から女流棋士デビューし、その後LPSA（日本女子プロ将棋協会）設立時に移籍し、LPSA代表理事も務めた（2010年 - 14年）。日本将棋連盟在籍時の女流棋士番号は33、LPSA在籍時のLPSA番号は10。東京都小金井市出身。
女流棋士時代は清水市代女流七段門下であった。将棋界において、女流棋士が棋士・女流棋士の師匠であるのは、清水（師匠）・石橋（弟子）が唯一の事例である（2018年現在）。

## 人物
生まれつきの腸閉塞で、医者からは「三日もつかどうか」と言われ、四歳までベッドから降りられず、身体的に病弱のため高校まで特別支援学校に通っていた。
養護学校に通っていた9歳のときにたまたま道で見かけた看板が契機になり、後に師匠となる清水市代の父親が当時経営していた将棋教室に通い始めて、頭角を現す。
1993年、当時歴代3位の最年少記録となる12歳10か月で女流棋士となる。
若手の強豪女流棋士として活躍していた時期には、千葉涼子・矢内理絵子と共に、「花の80年生まれ・若手3羽ガラス」と呼ばれた。
1999年、第21期女流王将戦で、師匠の清水市代との五番勝負を3勝2敗で制し初タイトル獲得。弟子が師匠からタイトルを奪ったのは男女合わせて初。また、2連敗3連勝(●●○○○)でのタイトル奪取は女流タイトル戦では初。
「石橋開雲」の名前で書家としても活動し、自筆の書体を用いた将棋駒もある。旧知の仲である渡辺明が竜王のタイトルを初めて獲得し、免状等への署名・揮毫を行うことになった際には、石橋が書道の指導を行った。また一時は麻雀プロとして麻将連合に所属していた時期もあった。
2007年、日本女子プロ将棋協会（LPSA)設立に伴い、日本将棋連盟を退会して移籍。同年、第18期女流王位を獲得してLPSA初のタイトルホルダーとなる。
2010年、中井広恵の後を継いで、LPSAの2代目の代表理事に就任。
2012年7月に、LPSAが独自の基準により渡部愛を女流棋士3級と認定したことに端を発する、日本将棋連盟・女流棋戦主催社とLPSAとの対立において、石橋は2013年1月に第6期マイナビ女子オープン準決勝における里見香奈との対局を放棄するなど、LPSA代表理事として強硬な態度を堅持する。
2014年1月31日付で現役を引退。同年2月25日付で、LPSA代表理事の任期が満了するのと同時にLPSAを退会し、将棋界から去った。

## 棋歴
- 1999年06月29日 - 第21期女流王将戦五番勝負で清水市代に挑戦し、女流王将を獲得（初タイトル）。
- 1999年11月02日 - 第13回レディースオープントーナメント優勝
- 2002年10月05日 - 第7回鹿島杯女流将棋トーナメント優勝
- 2002年11月06日 - 第16回レディースオープントーナメント優勝
- 2005年11月12日 - 第10回鹿島杯女流棋士トーナメント優勝
- 2005年12月08日 - 第19回レディースオープントーナメント優勝
- 2007年05月00日 - 新団体のLPSA（日本女子プロ将棋協会）へ移籍。
- 2007年11月05日 - 第18期女流王位戦五番勝負で清水市代に挑戦し、女流王位を獲得。
- 2008年11月12日 - 第19期女流王位戦五番勝負で清水市代の挑戦を退け、女流王位を防衛。
- 2014年01月31日 - 現役引退。
- 2014年02月25日 - LPSA退会。

## 昇段・昇級履歴
昇段・昇級規定は、将棋の段級を参照。
- 1993年04月00日 - 女流育成会入会
- 1993年10月00日 - 女流2級
- 1995年04月00日 - 女流1級（女流名人位戦B級入り・女流王位戦リーグ入り）
- 1996年04月00日 - 女流初段（女流王位戦リーグ残留）
- 1996年09月00日 - 女流二段（タイトル挑戦 = 第7期女流王位戦）
- 1999年06月29日 - 女流三段（タイトル1期 = 第21期女流王将戦）[12]
- 2004年10月08日 - 女流四段（勝数規定／女流三段昇段後120勝）[13]
- 2014年01月31日 - 現役引退
- 2014年02月25日 - LPSA退会

## 主な成績
女流通算成績 359勝199敗（対局数558局、勝率 .643）

### 女流タイトル
獲得タイトル（合計 3期）
- 女流王将 - 獲得 1期：第21期（1999年）
  - 第21期（1999年）で、師匠の清水市代から3-2でタイトル奪取し初のタイトル獲得。翌年に清水の挑戦を受け1-3で敗れて失冠、防衛ならず。
- 女流王位 - 獲得 2期：第18期（2007年）- 19期（2008年）
  - 第18期（2007年）で9連覇中の清水から3-2でタイトル奪取。翌年に清水の挑戦を3-2で退けてタイトル初防衛。

タイトル戦登場（合計 12回）
- 女流王将 - 登場 5回：第21期（1999年）- 22期、25-26期、第33期（2011年）
- 女流王位 - 登場 6回：第7期（1996年）、13期、17-20期（2009年）
  - 第7期（1996年）に師匠の清水市代に初挑戦するも1-3で石橋が敗退[注釈 2]。
- 倉敷藤花 - 登場 1回：第11期（2003年）

LPSA公認タイトル
- 天河 獲得：第2期（2009年度）

### 女流棋戦優勝
一般棋戦優勝回数 合計 5回
| - レディースオープントーナメント | 優勝 3回： | 1999年、2002年、2005年 |
| - 鹿島杯女流将棋トーナメント     | 優勝 2回： | 第7回、第10回          |

| LPSA棋戦                       |              | |
| - 日レスインビテーションカップ | 優勝 1回：   | 第3回 |
| - 1dayトーナメント（個人戦） 0 | 優勝 8回： 0 | 2007年（第3回）、 2008年（第9回・第15回）、 2009年（第22回・第25回）、 2010年（第36回・第39回）、 2014年（第56回） |

## 著書
- 『生きてこそ光り輝く』（2000年10月、PHP研究所）ISBN 978-4569612911

2001年度、第13回将棋ペンクラブ大賞、著作部門 部門賞受賞
- 『勝者の常識 将棋力』（2006年7月、リイド社）ISBN 978-4845832088
- 『女流棋士石橋幸緒物語 サッちゃんの駒』（2008年4月、小学館）ISBN 978-4093877848

『小学六年生』 2001年4月号から10月号掲載の漫画『さっちゃんの駒』 （北崎拓）を収録。
- 『出だし4手で知る石橋幸緒の将棋レシピ―知ると、もっと楽しい将棋・序盤の指し方』（2011年5月、長崎出版）ISBN 978-4860954581

## テレビ出演
- 将棋講座（NHK教育、2007年4 - 9月）: 「渡辺竜王の居飛車対振り飛車」聞き手
- NNNドキュメント2000「十九手目の人生　女流棋士石橋幸緒」（日本テレビ系列、2000年10月15日）[14]